# Barnás Ferenc
Barnás Ferenc (Debrecen, 1959. szeptember 29. –) magyar író.

## Életpályája
1966-tól 1978-ig a soknemzetiségű Pomázon élt tíz testvérével, rendkívül nehéz körülmények között, középiskolai tanulmányait a Szentendrei Ferences Gimnáziumban végezte. 1978-tól fizikai munkás az oroszlányi és a tatabányai szénbányáknál, majd nevelőtanár a Kömlődi Értelmi Fogyatékosok Intézetében.
1982 és 1988 között egyetemi tanulmányokat folytatott Debrecenben, Budapesten és Münchenben, illetve magánúton zenét tanult. 1983 és 2000 között évente 3-4 hónapot utcazenészként fuvolázott Németországban, Svájcban, Angliában, Franciaországban, Olaszországban és Ausztriában. 
1988-ban végzett az Eötvös Loránd Tudományegyetem magyar nyelv és irodalom, illetve esztétika szakán. 1991-ben doktori fokozatot szerzett ugyanott, disszertációja címe Hermann Hesse világképe. 
1988 és 1994 között budapesti művészeti középiskolákban tanított irodalmat és esztétikát. 1990 és 1992 között az ELTE Művelődéstörténeti Tanszékén tanított zeneelméletet. 1994 és 2000 között szabadfoglalkozású író. 2000 és 2015 között múzeumi teremőr. 2015 óta szabadfoglalkozású író.

## Művei
- Az élősködő (regény), Pozsony, Kalligram, 1997
- Bagatell (regény), Pozsony–Budapest, Kalligram, 2000
- A kilencedik (regény), Budapest, Magvető, 2006
- Másik halál (regény), Pozsony, Kalligram, 2012
- A kilencedik (2. jav. kiad.), Pozsony–Budapest, Kalligram, 2014
- Bagatell (2. átd. kiad.), Budapest, Pesti Kalligram, 2015
- Életünk végéig. Regény; Kalligram, Bp., 2019

Munkái többek között angol, francia, német, cseh, horvát, szerb és indonéz nyelveken jelentek meg fordításban.

## Díjai
- Füst Milán-díj (2019)
- AEGON művészeti díj (2013)
- Üveggolyó-díj (2013)
- Déry Tibor-díj (2006)
- Márai Sándor-díj (2001)